# Люксембург (Чуйская область)
Люксембург (кирг. Люксембург, нем. Luxemburg) — село, существовавшее в Ысык-Атинском районе Чуйской области Кыргызстана с 1925 по 2024 год, был административным центром Люксембургского аильного округа. Ныне присоединен к городу Кант.
Находится в 2 км к западу от районного центра и железнодорожной станции Кант. Через село проходит автодорога Бишкек — Иссык-Куль. Население — 4559 жителей.
Возникло в 1925 году. По данным на начало 1990-х годов, в селе имелись: средняя школа, 3 детских сада, дом культуры, библиотека и универмаг.
В 2024 году на основе указа Президента Кыргызской Республики  «О проведении административно-территориальной реформы в пилотном режиме на уровне айылных аймаков и городов Кыргызской Республики» вместе с соседним селом Киргшелк (с которым составлял Люксембургский айылный аймак) был присоединен к городу Кант.
История кыргызского Люксембурга началась в 1925 году, когда сюда переселились потомки немцев-меннонитов. Из Российской империи в 19 веке они уехали вначале в Таласскую область, а позже стали обживать и другие уголки Кыргызстана и селились при этом компактно.